# José María Martínez Salinas
José María Martínez Salinas (n. Honduras 1780 - f. Comayagua, Honduras) fue un político, militar y jefe de Estado de Honduras.
- En el segundo Período de su administración, se emitió mediante Decreto que Honduras es un Estado libre, Soberano e Independiente

## Biografía
Los padres de don José María Martínez Salinas fueron el señor Crisanto Martínez y la señora Estefanía Salinas. En 1820 contrajo matrimonio con Margarita Guillén Chávez, en la ciudad de Comayagua.

## Presidente del Consejo Representativo
Militar de profesión y político con inclinación a la filosofía del partido independentista, don José María Martínez fue elegido por la Asamblea Legislativa como jefe de Estado provisional de Honduras, en calidad de "Presidente del Consejo Representativo, encargado del Poder Ejecutivo", cuando finalizó el periodo del General Joaquín Rivera Bragas y su vicejefe de Estado el General Francisco Ferrera; Martínez Salinas, en ese tiempo ostentaba el cargo de Consejero de Estado.
Durante el breve periodo de su jefatura de Estado provisional, José María Martínez estableció las gestiones para las elecciones y nombramiento del jefe de Estado conforme a la Constitución del Estado de Honduras de 1825, la Decimoprimera Asamblea Legislativa nombró el 28 de mayo de 1838 a Justo Vicente José de Herrera y Díaz del Valle, como jefe de Estado. En consecuencia el presidente Martínez le entregaría la administración a su sucesor.

## Segundo Período. Consejero encargado del Poder Ejecutivo
En 1838, debido a problemas de salud, el jefe de Estado Justo Vicente José de Herrera, depositaría el cargo de jefe de Estado en la persona de José María Martínez, en calidad de Consejero encargado del Poder Ejecutivo, la cual se hizo efectiva en fecha 3 de septiembre de 1838, mediante acuerdo de la Asamblea Legislativa presidida por Juan Lindo y autorizada en fecha 3 de octubre del corriente año.
El 12 de noviembre del mismo año, mediante DECRETO sancionado por Martínez Salinas, se declaró a Honduras como un “Estado Libre, soberano e independiente” a partir de este momento se desvinculaba de la Federación Centroamericana y de todo gobierno o potencia extranjera. En su presentación del discurso a la Asamblea Nacional Constituyente, se indicó que el país tenía una población aproximada a 200,000 habitantes. Se concedió indulto a los rebeldes de los levantamientos de 1827 y 1829.
José María Martínez Salinas depositó la titularidad de jefe de Estado de Honduras, en el Consejero José Lino Matute en fecha 12 de noviembre de 1838.